# Самель Балту
Самуель Йоханнесен Балто (норв. Samuel Johannesen Balto; 5 травня 1861, Карасьйок, Шведсько-норвезька унія — 1921, Карасьйок, Норвегія) — мандрівник і каюр.

## Біографія
Самуель Балто народився 5 травня 1861 р. у місті Карасьйок, Фіннмарк, Норвегія. Він працював лісорубом, був оленярем і рибалкою.
Балто став відомим завдяки участі в експедиції: у 1888 році, коли Самуелю було 27 років, він був найнятий Нансеном Фрітьйофом для експедиції в Гренландію. В ній взяли участь ще чотири людини, в тому числі Отто Свердруп. Але для Балто та Равни, як для представників народу саамів, участь в експедиції була важкою, тому що для саамів море — чужа стихія.
Балто мав з Сведрупом, Крістіансеном і Дітріксоном нікотинову залежність. Балто запропонував розділити весь тютюн на чотири частини, а недолік — замінити смолою. Можливо, Самуель також мав алкогольну залежність, тому що один раз він казав Нансену, що він кине пити горілку.
Експедиція залишилася зимувати в Готхабе - останні кораблы покинули Гренландію за кілька місяців до прибуття експедиції.
30 травня 1889 року експедиція була завершена. 3 липня Самуель повернувся в Карасьйок.
З початком золотої лихоманки, у 1898 р. Самуель переїхав на Аляску, де уклав контракт на два роки як оленяр. У 1900 році, за дорученням пресвітеріанського священника Шелдона Джексона він очолив групу з 113 саами для розвитку оленярства на Аляске та перевезення пошти та товарів з м. Ном, де Самуель став одним із золотошукачів.
Коли золота лихоманка закінчилася, а заняття оленярством було тільки у інуїтів, Самуель виставив на продаж район Балто-Крік за 1000 доларів. Він тричі розіслав повідомлення про це по всій Алясці, проте район так і не був проданий. У 1919 році Леонард Сеппала назвав собаку на честь нього.
У 1921 році Самуель Йоханнесен Балто помер. Місце його смерті невідоме. Є суперечливі дані, що він помер чи в Карасьйоке, чи в Номе.

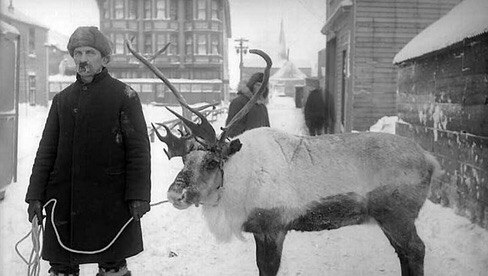
Самуель Балто. Аляска, США.
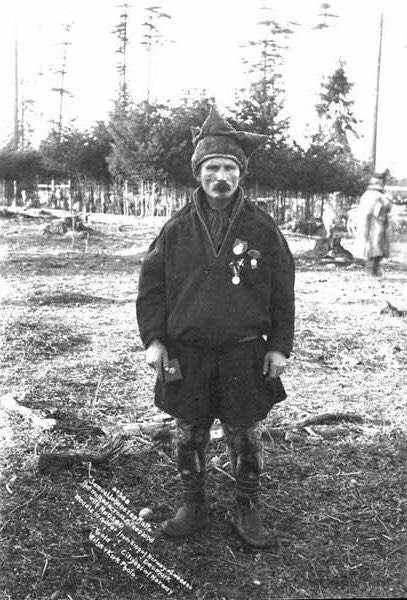
Балто з медаллю.
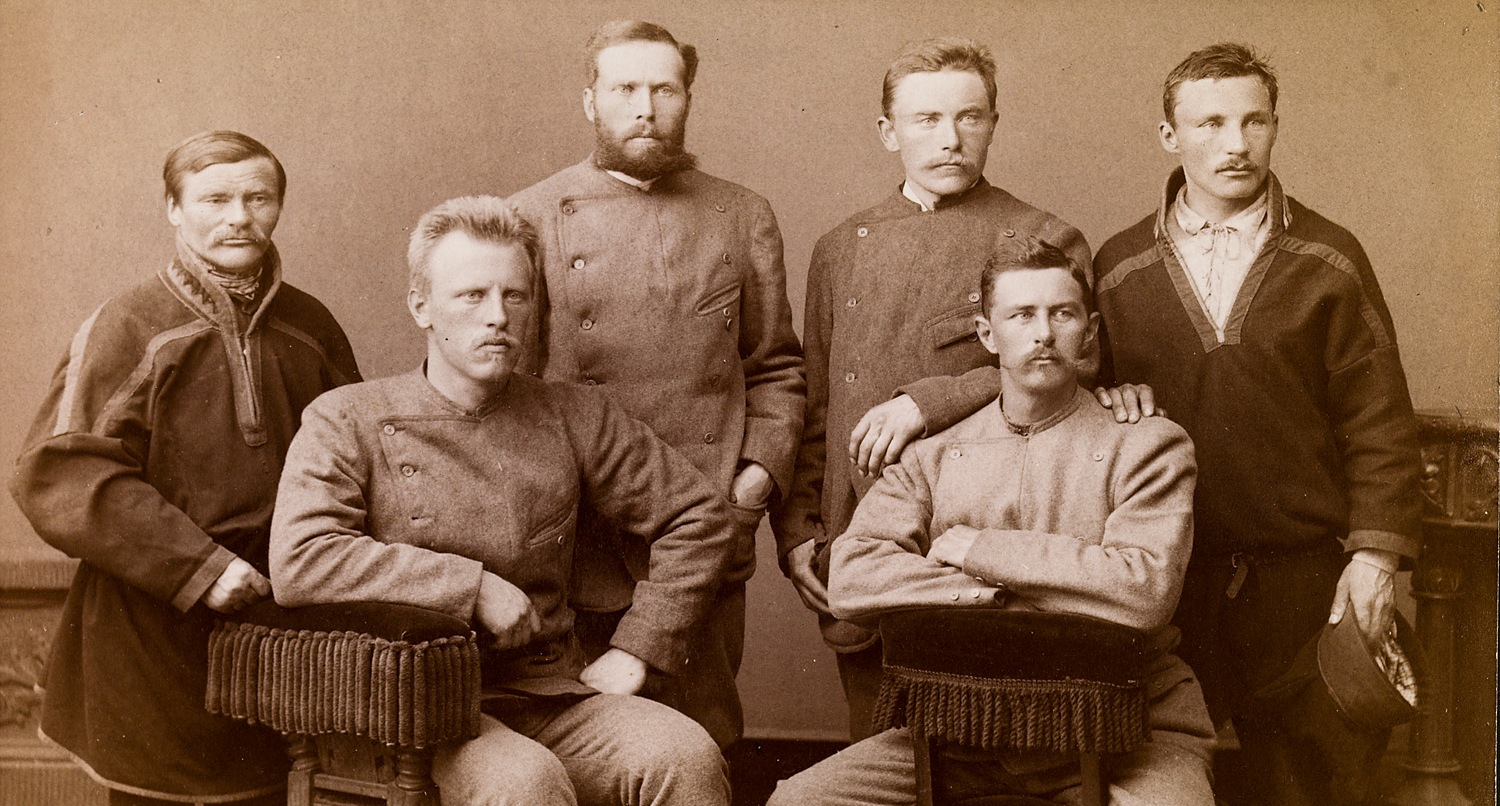
Під час Гренландської експедиції.
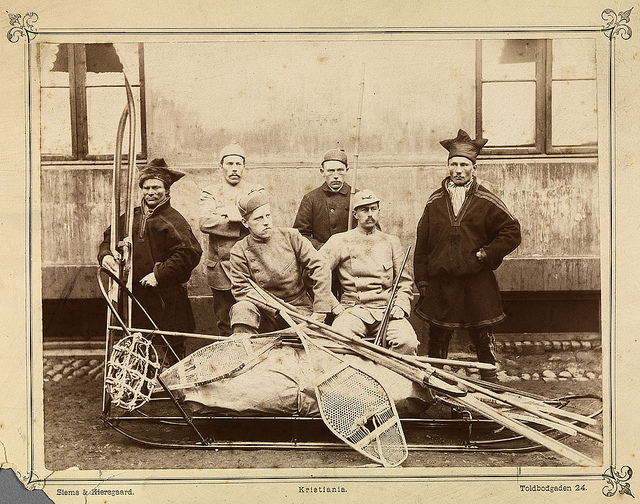
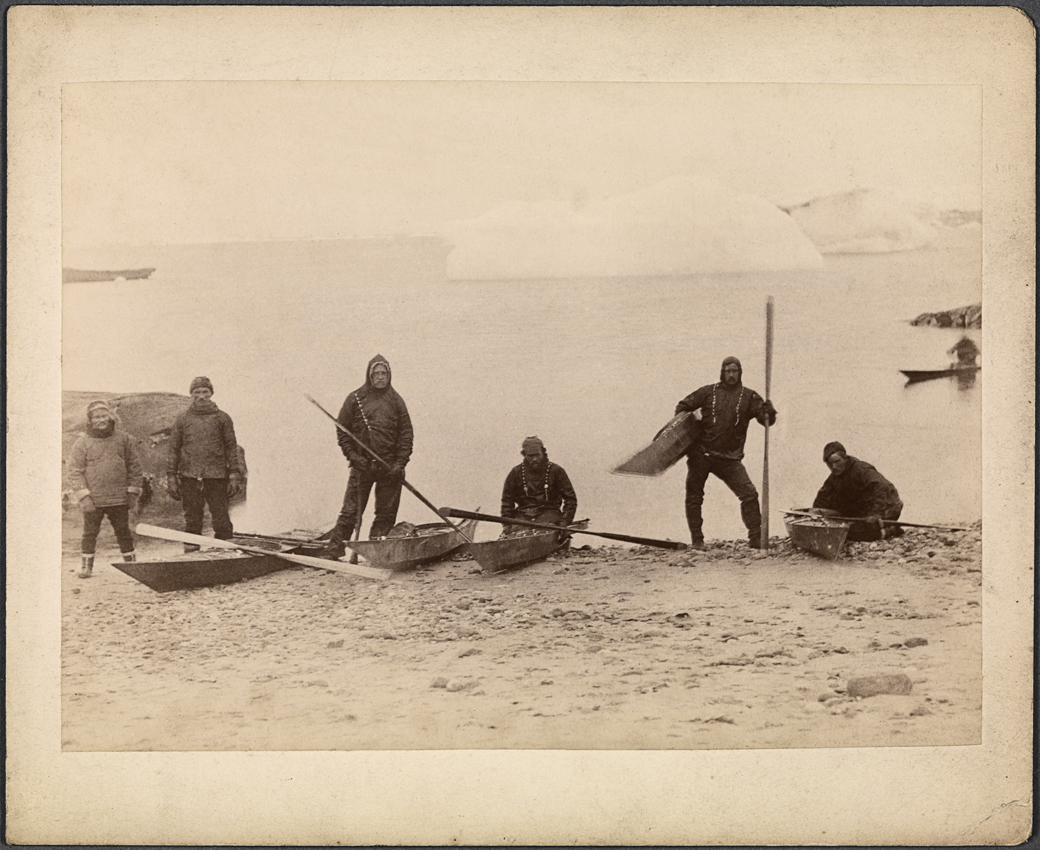
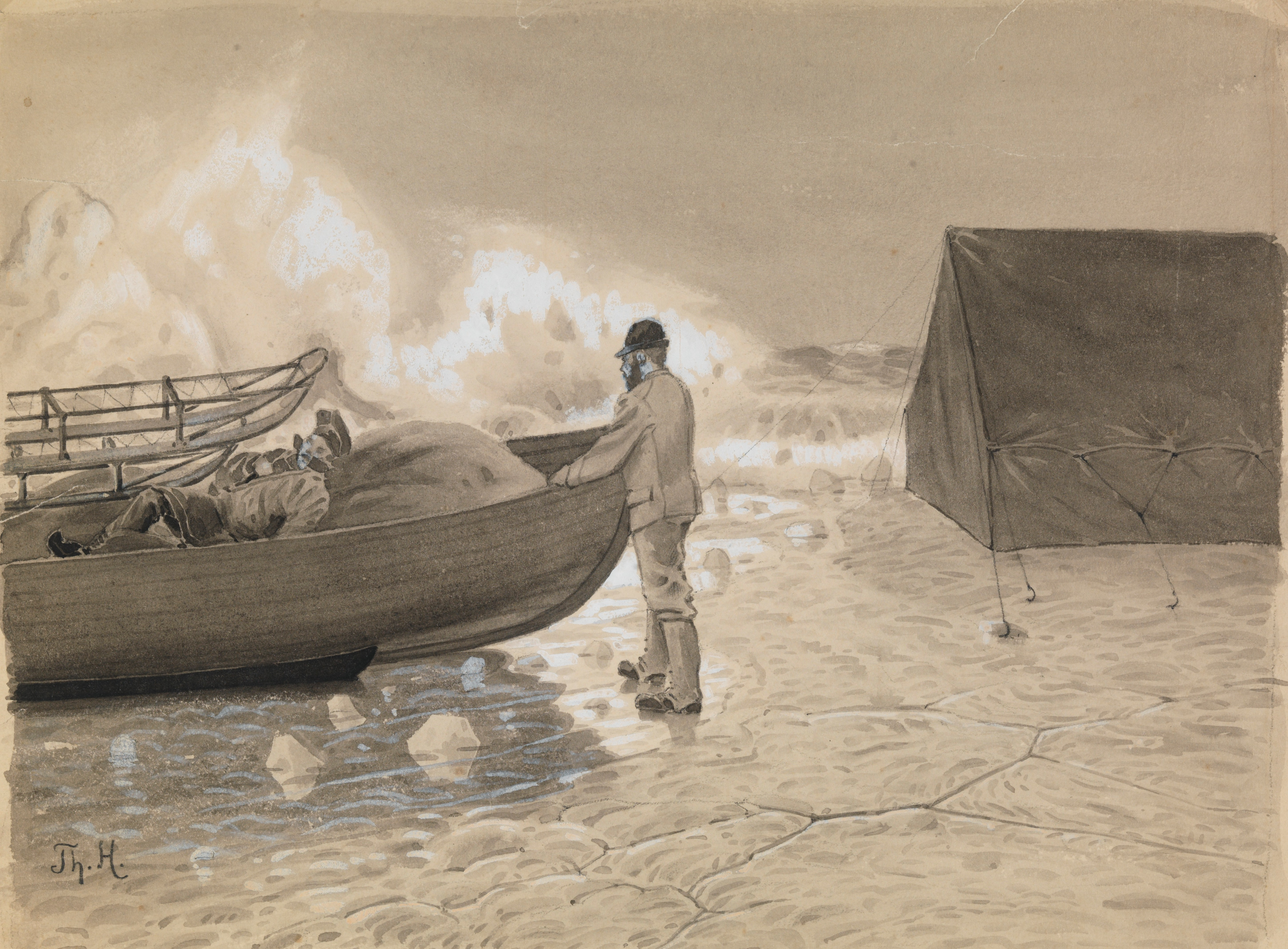
Балто (у човні).
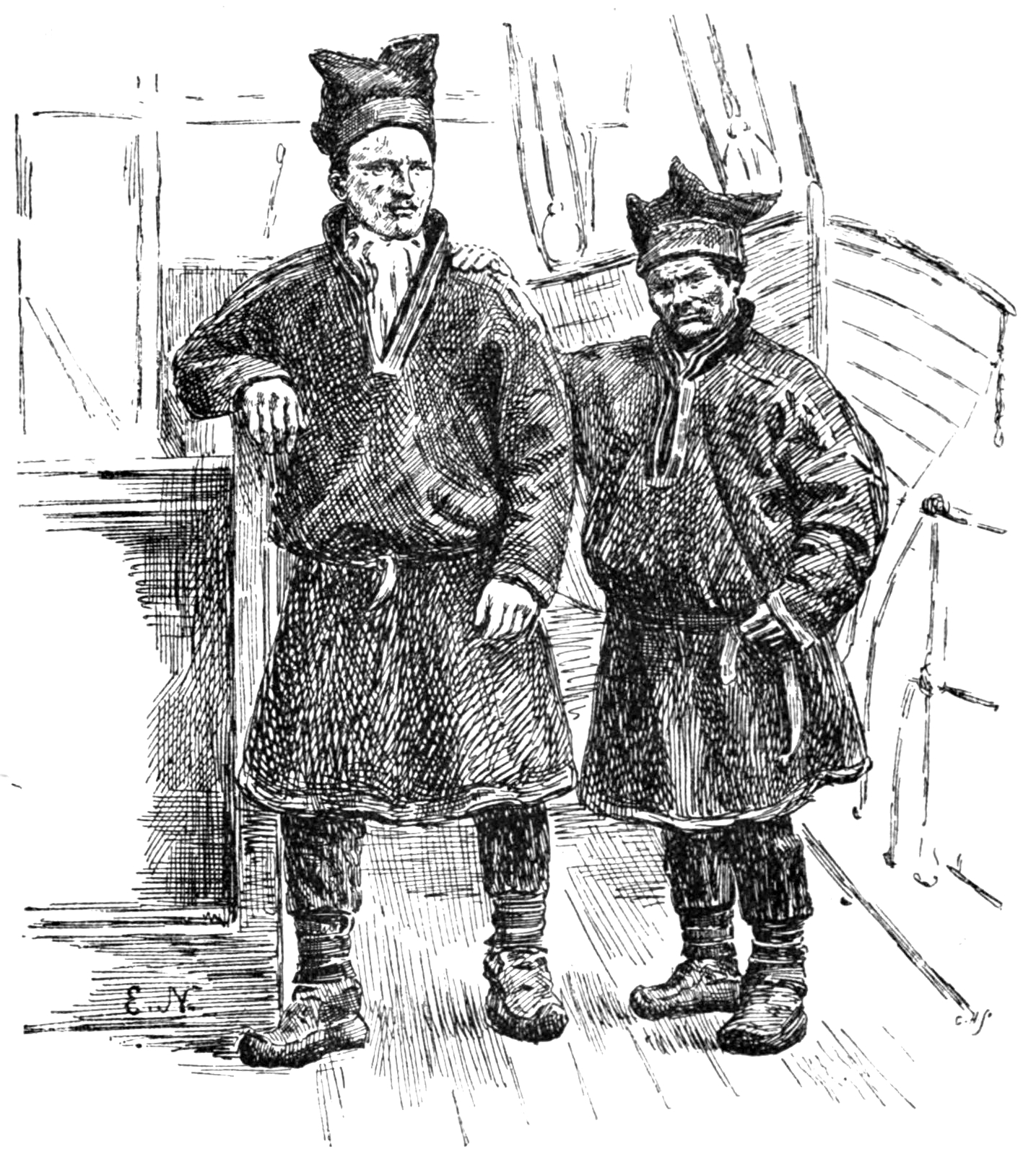
Балто і Оле Равна
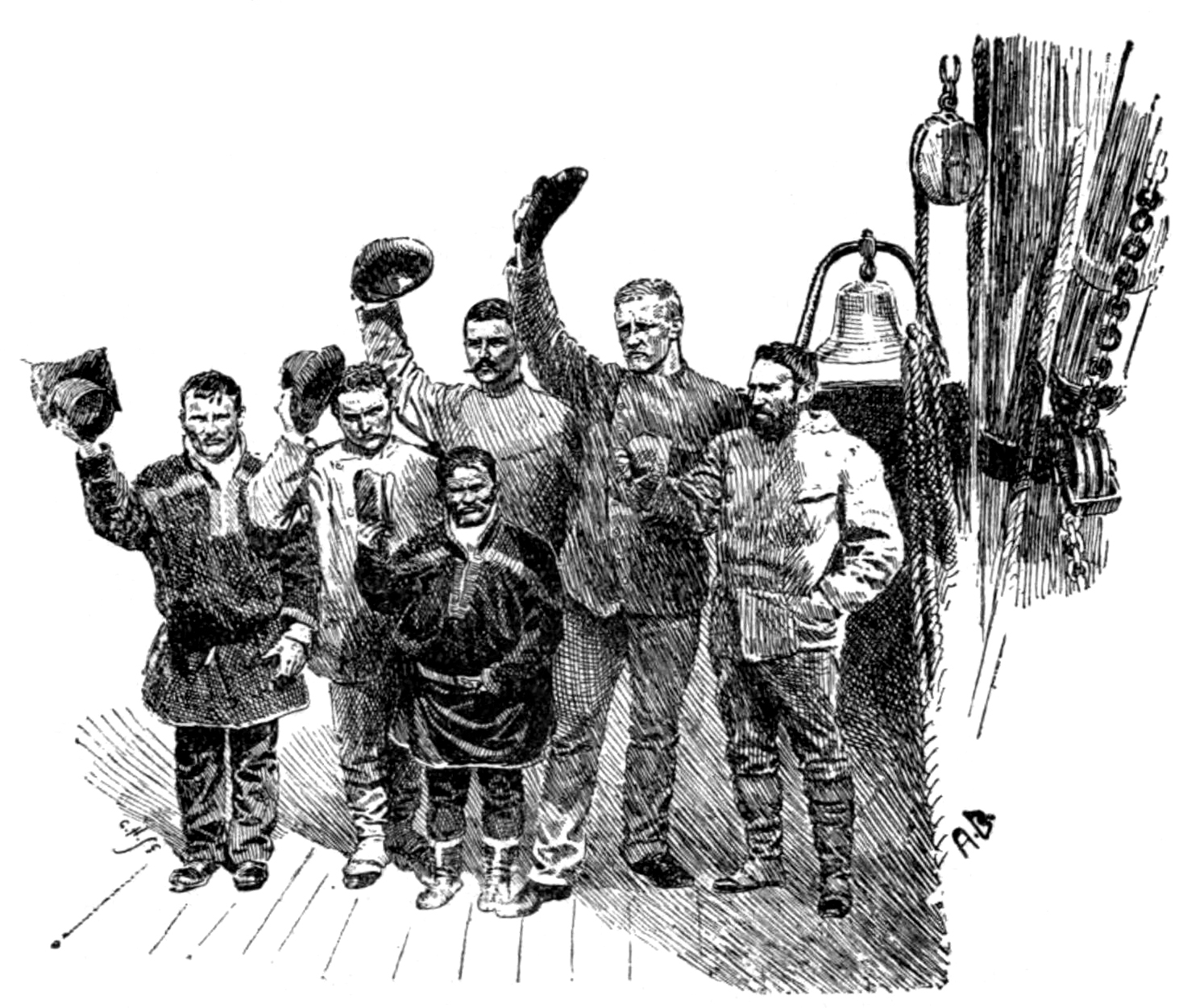